# Ľuboslav Choluj
Ľuboslav Choluj (* 9. února 1947 Prešov) je bývalý slovenský fotbalový útočník. Žije v Prešově.

## Hráčská kariéra
Za druholigový Tatran Prešov odehrál první utkání proti Bayernu Mnichov v Poháru vítězů pohárů v sezoně 1966/67 (nerozhodně 1:1, hráno ve středu 28. září 1966 v Prešově). V československé lize nikdy nenastoupil. II. ligu hrál také v Humenném, kam se přestěhoval.